# Asterina phoradendricola
Asterina phoradendricola är en svampart som beskrevs av F. Stevens & Pollack 1946. Asterina phoradendricola ingår i släktet Asterina och familjen Asterinaceae.   Inga underarter finns listade i Catalogue of Life.